# Рядові
Рядові (англ. Buck Privates) — американський комедійний мюзикл режисера Артура Любіна 1941 року.

## Сюжет
Два приятеля, Смітті і Гербі промишляють нелегальною вуличною торгівлею краватками. Побачивши поліцейського, вони вирішують сховатися від нього в кінотеатрі, не підозрюючи, що там на той час знаходиться призовна дільниця, і після серії непорозумінь з подивом дізнаються, що вони тепер у армії. Смітті і Гербі намагаються втекти з дільниці, але натикаються на «знайомого» поліцейського. Їм нічого не залишається, як повернутися назад, щоб відправитися в армію. Разом з ними в армію відправляються син мільйонера Рендольф Паркер і його шофер Боб Мартін. Рендольф сподівається уникнути призову, використовуючи положення свого впливового батька, але начальник призовної комісії вирішує інакше.

## У ролях
- Бад Ебботт — Смітті
- Лу Костелло — Гербі
- Лі Боуман — Рендольф Паркер
- Джейн Фрейзі — Джуді Грей
- Алан Кертіс — Боб Мартін
- Нат Пендлтон — сержант Майкл Коллінз
- Лаверн Ендрюс — Лаверн Ендрюс
- Максін Ендрюс — Максін Ендрюс
- Петті Ендрюс — Петті Ендрюс
- Семьюель С. Хайндс — майор-генерал Емерсон
- Гаррі Стрендж — сержант Каллахан